# Himal Southasian
Himal Southasian is een maandelijks nieuwstijdschrift in Kathmandu, Nepal, met commentaren, reportages, kritieken, meningen, recensies, fictieve verhalen en poëzie. Het blad heeft naast een papieren uitgave ook een online-editie.
Het blad werd opgericht in 1987 als een tweemaandelijks blad onder de naam Himal. Vanaf 1996 verschijnt het elke maand en gebruikt het de naam Himal Southasian. Sinds de naamsverandering werd ook de regio ruimer ingedeeld. Het tijdschrift definieert de regio Zuid-Azië anders dan gebruikelijk, namelijk van Afghanistan tot Birma, van Tibet tot de Maldiven.
Het tijdschrift is onafhankelijk, niet-nationalistisch en grensoverschrijdend. Ondanks de regionale focus heeft het blad lezers in de gehele wereld. Een bijkomende reden van de uitgever voor de naamkeuze is begrip en vredevolle samenwerking in Zuid-Azië te bevorderen.
De hoofdredacteur en uitgever is Kanak Dixit. Hij werd dankzij het uitbrengen van de Himal Southasian in 2009 onderscheiden met een Prins Claus Prijs.